# UCF-1.01
UCF-1.01 este o exoplanetă situată la o distanță de 33 de ani-lumină de Pământ, care are un diametru de aproximativ 8.400 km (două treimi din diametrul Pământului). Este una dintre cele mai mici exoplanete cunoscute. UCF-1.01 orbitează steaua Gliese 436 (GJ 436).
Planeta este acoperită de lavă, având vulcani activi și nu poate susține viață din cauza temperaturilor extreme, de până la 500ºC.